# Amara Ahmed Ouattara
Amara Ahmed Ouattara (ur. 21 października 1983 w Bobo-Dioulasso) – burkiński piłkarz grający na pozycji pomocnika.

## Kariera klubowa
Karierę piłkarską Ouattara rozpoczął w klubie Rail Club du Kadiogo z Kadiogo. W jego barwach zadebiutował w 2001 roku w pierwszej lidze burkińskiej. Tam grał do 2003 roku i wtedy też odszedł do ASEC Mimosas. W 2003 i 2004 roku dwukrotnie z rzędu wywalczył mistrzostwo Wybrzeża Kości Słoniowej. W 2003 roku zdobył też Puchar Wybrzeża Kości Słoniowej.
W połowie 2004 roku Ouattara przeszedł do francuskiego AS Cherbourg i przez 3 lata grał z nim w trzeciej lidze francuskiej. W sezonie 2007/2008 był piłkarzem US Raon-l'Étape, grającego w czwartej lidze. Latem 2008 odszedł do ÉDS Montluçon. W 2010 wrócił do Cherbourga.

## Kariera reprezentacyjna
W reprezentacji Burkiny Faso Ouattara zadebiutował w 2003 roku. W 2004 roku został powołany do kadry na Puchar Narodów Afryki 2004 i wystąpił tam w 2 meczach: z Mali (1:3) i z Kenią (0:3). Od 2003 do 2005 roku wystąpił w kadrze narodowej 5 razy.